# Les Arts Florissants
Les Arts Florissants è un complesso musicale francese specializzato nell'esecuzione di musica del periodo barocco e classico.

## Storia
L'ensemble è stato fondato nel 1979 ed è diretto dal clavicembalista francese di origine statunitense William Christie. Il titolo del gruppo è tratto da un'opera del compositore francese Marc-Antoine Charpentier.
Esso è costituito da un gruppo di strumentisti, oltre che da un piccolo gruppo vocale. Tutti i componenti del gruppo sono dei solisti del loro strumento.
Come molti altri simili a loro, Les Arts Florissants si è posto l'obiettivo di interpretare in maniera storicamente informata il repertorio del periodo barocco e classico utilizzando strumenti d'epoca o loro copie moderne.
L'ensemble, sia il gruppo vocale che quello strumentale, collabora con altri gruppi e solisti nell'allestimento del proprio repertorio e nel corso degli anni ha registrato numerosi dischi per le case discografiche Erato e Harmonia Mundi. Attualmente le sue registrazioni vengono effettuate per l'etichetta Virgin Classics.
Les Arts Florissants è residente presso il Teatro di Caen.

## Repertorio (selezione)
- Les Arts florissants di Charpentier
- Dido and Aeneas di Purcell
- Il Ballo delle Ingrate di Monteverdi
- Actéon di Charpentier
- Anacréon di Rameau
- Passione secondo Giovanni di Bach
- Atys di Lully
- The Fairy Queen di Purcell

- Les Indes galantes di Rameau

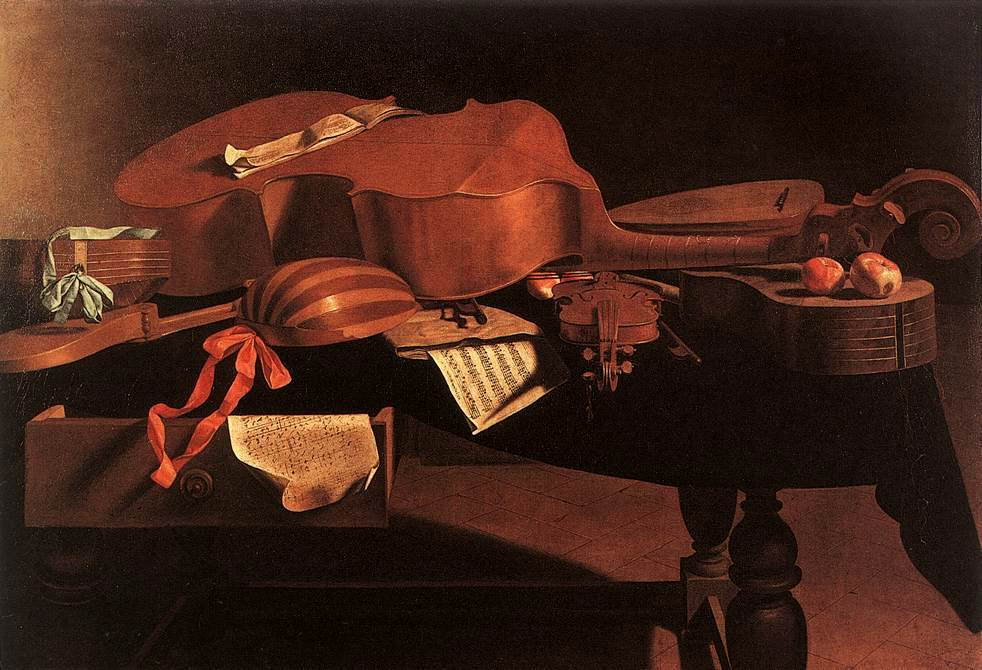
Strumenti musicali di epoca barocca: una viella, una viola da gamba, un liuto, un violino barocco e una chitarra barocca.

- Le Malade imaginaire di Charpentier
- Castor et Pollux di Rameau
- Médée di Charpentier
- Orlando di Handel
- Il flauto magico di Mozart
- Il ratto dal serraglio di Mozart
- King Arthur di Purcell
- Aci e Galatea di Händel
- Hippolyte et Aricie di Rameau
- Semele de Handel
- Le nozze di Figaro di Mozart
- Les Pélerins de la Mecque di Gluck
- Alcina di Handel
- Il ritorno d'Ulisse in patria di Monteverdi
- Il Tito di Pietro Antonio Cesti
- L'incoronazione di Poppea di Monteverdi
- Les Boréades di Rameau
- Serse di Handel
- Les Paladins di Rameau
- Hercules di Handel

## Discografia

### Album
- 1980 - Étienne Moulinié, Cantique de Moÿse; Veni sponsa mea; Trois fantaisies à quatre pour les violes; Espoir de toute âme affligée; O bone Jesu (Harmonia Mundi)
- 1980 - Marc-Antoine Charpentier, Deux Oratorios (Harmonia Mundi)
- 1981 - Marc-Antoine Charpentier, Pastorale sur la naissance de N.S. Jesus-Christ, H. 483; Magnificat à 3 voix, H. 73 (Harmonia Mundi)
- 1981 - Claudio Monteverdi, Lamento della Ninfa. Altri canti di Marte. Libri VII & VIII (Harmonia Mundi)
- 1982 - Marc-Antoine Charpentier, Actéon (Harmonia Mundi)
- 1982 - Marc-Antoine Charpentier, Les Arts florissants. Idyle en musique; Intermède pour le mariage forcé et la comtesse d'Escarbagnas (Harmonia Mundi)
- 1982 - Jean-Philippe Rameau, Anacréon ballet en un acte (Harmonia Mundi)
- 1983 - Marc-Antoine Charpentier, In nativitatem Domini canticum. Un oratorio de Noël, H. 416; Sur la naissance de Notre Seigneur Jésus-Christ, H. 482 (Harmonia Mundi)
- 1983 - Marc-Antoine Charpentier, Un Oratorio de Noël; In nativitatem Domini canticum, H. 416; Sur la naissance de Notre Seigneur Jésus Christ H. 482 (Harmonia Mundi)
- 1983 - Claudio Monteverdi, Ballo delle ingrate. Livre VIII des madrigaux; Sestina (Harmonia Mundi)
- 1984 - Marc-Antoine Charpentier, Médée (Harmonia Mundi)
- 1985 - Marc-Antoine Charpentier, Le Reniement de Saint Pierre. Meditations pour le Careme (Harmonia Mundi)
- 1987 - Jean-Baptiste Lully, Atys (Erato, 3CD)
- 1987 - Claudio Monteverdi, Selva morale e spirituale, estratti (Harmonia Mundi)
- 1989 - Henry Purcell, The Fairy Queen (Harmonia Mundi, 2CD)
- 1989 - Luigi Rossi, Oratorio per la Settimana Santa; Un peccator pentito (Harmonia Mundi)
- 1990 - Marc-Antoine Charpentier, Le malade imaginaire (Harmonia Mundi, 2CD)
- 1990 - Marc-Antoine Charpentier, Les Antiennes "O" de l'Avent, H 36 à 43; Noël sur les instruments, H 534; In Nativitatem D.N.J.C. canticum, H 414 (Harmonia Mundi)
- 1990 - Louis-Nicolas Clérambault, Cantates (Harmonia Mundi)
- 1991 - Michel-Richard Delalande, Te Deum; Super flumina Babilonis; Confitebor tibi Domine (Harmonia Mundi)
- 1991 - Luigi Rossi, Orfeo (Harmonia Mundi)
- 1991 - Jean-Philippe Rameau, Les Indes galantes (Harmonia Mundi, 3CD)
- 1992 - André Campra, Idoménée (Harmonia Mundi)
- 1992 - Michel Lambert, Airs de cour (1689) (Harmonia Mundi)
- 1992 - Claudio Monteverdi, Il ballo delle ingrate. Sestina (Harmonia Mundi)
- 1992 - Claudio Monteverdi, Motets & madrigaux; Il ballo delle ingrate; Selva morale; L'incoronazione di Poppea (Harmonia Mundi)
- 1992 - Jean-Philippe Rameau, Castor et Pollux (Harmonia Mundi, 3CD)
- 1992 - Jean-Philippe Rameau, Pygmalion; Nélée et Myrthis (Harmonia Mundi)
- 1992 - Jean-Philippe Rameau, Pièces de clavecin (1724) Les Indes galantes, suite d'orchestre; Anacréon, ballet en un acte, scène 5; In convertendo, grand motet (Harmonia Mundi)
- 1993 - Guillaume Bouzignac, Te Deum; Motets. Les Pages de la chapelle (Harmonia Mundi)
- 1993 - Marc-Antoine Charpentier, Antiennes "O" de l'Avent (Harmonia Mundi)
- 1993 - Jean Baptiste Lully, Atys tragédie lyrique en un prologue et cinq actes; Dies Irae; Petits motets; Airs pour le clavecin (Harmonia Mundi)
- 1993 - Claudio Monteverdi, Madrigali guerrieri & amorosi (Harmonia Mundi)
- 1994 - Georg Friedrich Händel, Messiah (Harmonia Mundi)
- 1994 - Henry Purcell, A Purcell companion (Harmonia Mundi)
- 1994 - Henry Purcell, Dido & Æneas (Harmonia Mundi)
- 1995 - Marc-Antoine Charpentier, Descente d'Orphée aux Enfers H.488 (Erato)
- 1995 - Marc-Antoine Charpentier, Medée (Harmonia Mundi, 3CD)
- 1995 - Georg Friedrich Händel, Concerti grossi op. 6 (Harmonia Mundi)
- 1995 - Wolfgang Amadeus Mozart, Requiem, KV. 626; Ave verum corpus, KV 618 Introitus, Kyrie, Dies irae (excerpts) (Erato)
- 1995 - Henry Purcell, King Arthur, or The British Worthy (Erato, 2CD)
- 1996 - Georg Friedrich Händel, Orlando (Erato, 3CD)
- 1996 - Stefano Landi, Il Sant'Alessio (Erato, 2CD)
- 1996 - Jean Baptiste Lully, De Lully à Rameau (Harmonia Mundi)
- 1996 - Claudio Monteverdi, Il Ballo delle ingrate Sestina (Harmonia Mundi)
- 1996 - Wolfgang Amadeus Mozart, Die Zauberflöte KV 620 (Erato, 2CD)
- 1997 - Marc-Antoine Charpentier, Te Deum (Harmonia Mundi)
- 1997 - François Couperin, Leçons de ténèbres (Erato)
- 1997 - Michel-Richard Delalande, Petits motets (Harmonia Mundi)
- 1997 - Claudio Monteverdi, Il Combattimento di Tancredi e Clorinda (Harmonia Mundi)
- 1997 - Jean-Philippe Rameau, Hippolyte et Aricie (Erato, 3CD)
- 1997 - Jean-Philippe Rameau, Les fêtes d'Hébé (Erato, 2CD)
- 1998 - Voyage en Italie. Deux siècles de musique à Rome, Venise, Ferrare, 1550-1750 (Harmonia Mundi)
- 1988 - Carlo Gesualdo da Venosa, Madrigaux à 5 voix (Harmonia Mundi)
- 1998 - Marc-Antoine Charpentier, David et Jonathas (Harmonia Mundi)
- 1998 - Claudio Monteverdi, Vespro della Beata Vergine (Erato, 2CD)
- 1999 - Marc-Antoine Charpentier, Divertissements, airs et concerts (Erato)
- 1999 - Marc-Antoine Charpentier, Pierre Philosophale (Erato)
- 1999 - Wolfgang Amadeus Mozart, Die Entführung aus dem Serail, con Schäfer, Petibon, Bostridge, Paton, Ewing, Löw (Erato, 2CD)
- 1999 - Wolfgang Amadeus Mozart, Great Mass in C minor K.427 (Erato)
- 1999 - Georg Friedrich Händel, Acis and Galatea (Erato, 2CD)
- 1999 - Jean-Philippe Rameau, Castor & Pollux. Chœurs et danses (Harmonia Mundi)
- 2000 - André Campra, Cantates françaises (Harmonia Mundi)
- 2000 - Henry Desmarest, Grands Motets lorrains pour Louis XIV (Erato)
- 2000 - Georg Friedrich Händel, Alcina (Erato, 3CD)
- 2001 - Marc-Antoine Charpentier, Actéon Intermède pour Le mariage forcé (Harmonia Mundi)
- 2002 - Michel Pignolet de Montéclair, Jephté (Harmonia Mundi)
- 2002 - Jean-Baptiste Lully, Les divertissements de Versailles (Erato)
- 2002 - Jean-Philippe Rameau, Zoroastre (Erato)
- 2003 - Marc-Antoine Charpentier, Caecelia, virgo et martyr Filius prodigus, H. 399; Magnificat, H. 73 (Harmonia Mundi)
- 2003 - Georg Friedrich Händel, Theodora (Erato)
- 2005 - Marc-Antoine Charpentier, Te Deum. Grand Office des morts (Virgin Classics)
- 2006 - Le jardin des voix di William Christie (Virgin Classics)

### Colonne sonore
- 1995 - Richard Robbins, Jefferson in Paris, colonna sonora dell'omonimo film (Angel)

### Raccolte
- 1987 - Jean Baptiste Lully, Lully, con Kenneth Gilbert; Choeur et orchestre de la Chapelle Royale, dir. Philippe Herreweghe (Harmonia Mundi)
- 1991 - Les vingt figures réthoriques [sic] d'une passion XX festival de Saintes, musiche di Francesco Cavalli, Luigi Rossi e altri (K. 617)
- 1992 - Jean-Philippe Rameau, Rameau, con Orchestre de la Chapelle Royale, dir. Philippe Herreweghe, (Harmonia Mundi Plus)
- 1993 - Baroque festival vol. 1 (allegato alla rivista "CD Classica")
- 1997 - Le Grand Siècle français. Musique au temps de Louis XIV, con Kenneth Gilbert e London Baroque (Harmonia Mundi, 3CD)
- 1998 - Madrigal classique, madrigal soliste, comédie madrigalesque. L'âge d'or du madrigal (Harmonia Mundi, 5CD)
- 1998 - La musique sacrée à travers les âges, musiche di Marc-Antoine Charpentier e altri (Harmonia Mundi, 6CD)
- 1999 - Musique de ballet 1979-1999. 20 anniversaire Les Arts Florissants, musiche di Jean-Philippe Rameau, Marc-Antoine Charpentier (Erato)
- 1999 - Soleil. Musiques au siècle de Louis XIV (Erato)
- 2003 - Louis XIV. Musique à Versailles au temps du Roi Soleil (Harmonia Mundi, 3CD)
- 2004 - Marc-Antoine Charpentier di Marc-Antoine Charpentier (Harmonia Mundi)
- 2005 - Chansons de la Renaissance (Harmonia Mundi)
- 2006 - Claudio Monteverdi, Opera's first master. The musical dramas of Claudio Monteverdi, cd allegato all'omonimo libro di Pompton Plains (Amadeus Press)

## Video
- 2003 - Claudio Monteverdi, Il Ritorno d'Ulisse in patria (Virgin Classics, 2DVD)
- 2004 - Jean-Philippe Rameau, Les Boréades (Opus Arte)
- 2005 - Jean-Philippe Rameau, Les Indes galantes (Opus Arte)
- 2009 - Claudio Monteverdi, L'Orfeo (Dynamic)
- 2010 - Claudio Monteverdi, L'incoronazione di Poppea (Virgin Classics, 2DVD)
- 2011 - Jean-Baptiste Lully, Armide (Fra Musica, 2 DVD)